# Jelena Sipatovová
Jelena Sipatovová (* 7. června 1955) je bývalá sovětská atletka, jejíž hlavní disciplínou byl běh na 3000 metrů.

## Sportovní kariéra
Byla první oficiální světovou rekordmankou v běhu na 10 000 metrů časem 32:17,20, který zaběhla 19. října 1981. V následující sezóně získala bronzovou medaili v běhu na 3000 metrů na evropském šampionátu v Athénách. V roce 1983 se na této trati stala halovou mistryní Evropy.